# Niederhohndorf
Niederhohndorf ist seit dem 4. Dezember 1952 ein Stadtteil von Zwickau, das seit 2008 Kreisstadt des Landkreises Zwickau im Freistaat Sachsen ist. Der Ort wurde zusammen mit Pöhlau und Auerbach nach Zwickau eingemeindet. Niederhohndorf liegt im Stadtbezirk Zwickau-Nord und trägt die amtliche Nummer 33.

## Geografische Lage

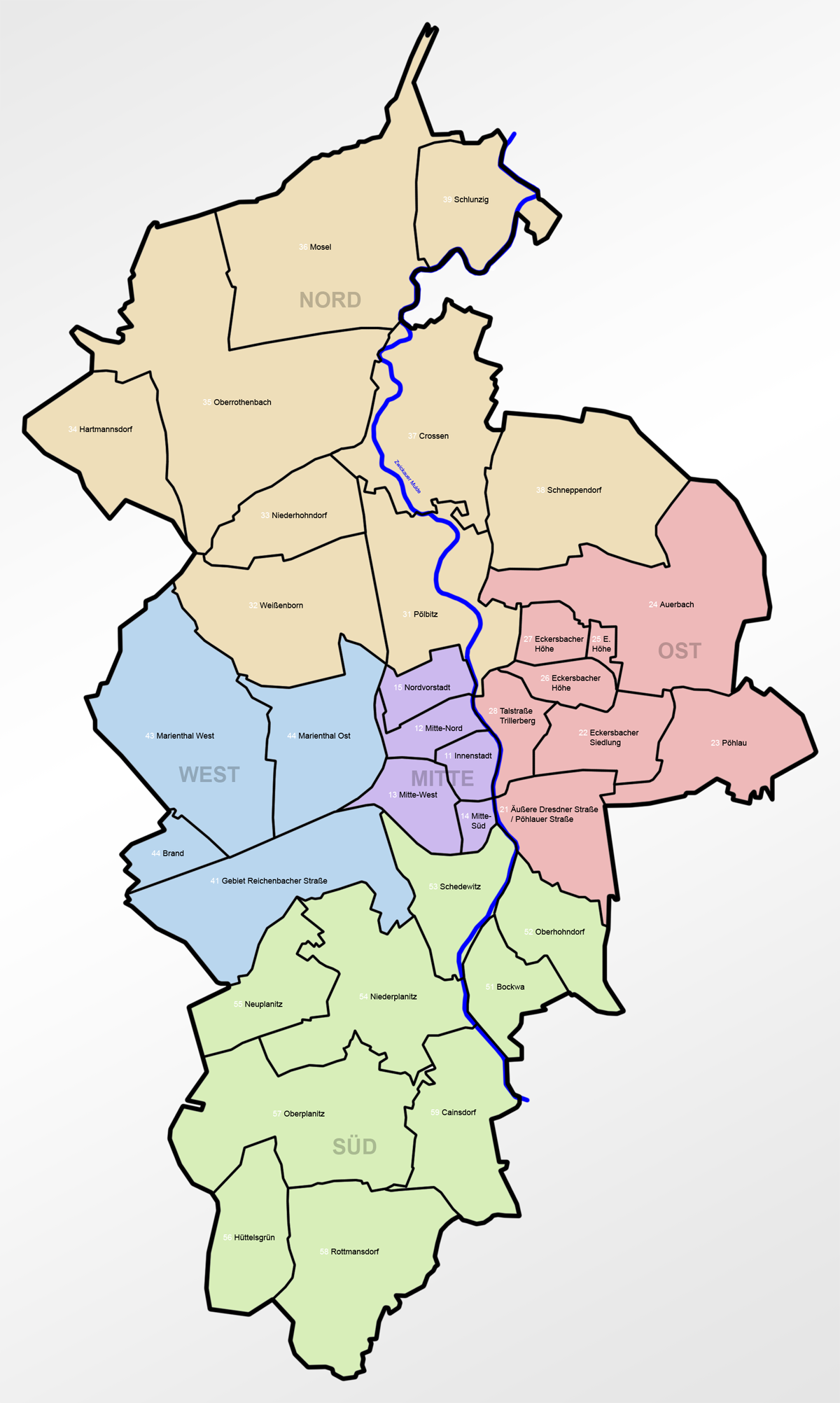
Stadtbezirke und Stadtteile von Zwickau

Niederhohndorf liegt nordwestlich des Stadtzentrums. Im Norden und Westen grenzt Niederhohndorf an Oberrothenbach, im Süden an Weißenborn und im Osten an Crossen sowie an Pölbitz.

## Geschichte
Niederhohndorf wurde erstmals im Jahr 1347 erwähnt. Die Niederhohndorfer Lehen und Zinsen gehörten um 1553 dem Rat der Stadt Zwickau, um 1590 war der Ort Amtsdorf, das bis 1856 zum kursächsischen bzw. königlich-sächsischen Amt Zwickau gehörte. Kirchlich war Niederhohndorf bis 1529 nach Mosel gepfarrt, seitdem gehört der Ort kirchlich zu Weißenborn. Um 1696 gab es in Niederhohndorf ein kleines Berggeschrey. In den nächsten 30 Jahren entstanden in den Fluren von Niederhohndorf und Helmsdorf vier Fundgruben, in denen goldhaltiger Sand gesucht wurde. Im Zuge der Sanierung der Industriellen Absetzanlage (IAA) Helmsdorf, welche zwischen den 1950er Jahren und 1990 der Ablagerung von Uranschlamm aus der Uran-Aufbereitungsanlage Crossen diente, wurde im Jahr 2013 ein alter Bergwerksstollen entdeckt, der mit ziemlicher Sicherheit als der „Goldener Engel Stolln“ identifiziert werden konnte.
Im Jahr 1856 kam Niederhohndorf zum Gerichtsamt Zwickau und 1875 zur Amtshauptmannschaft Zwickau. Während ein Großteil der landwirtschaftlich genutzten Drei- und Vierseitenhöfe im 17. Jahrhundert erbaut wurde, entstand ein Großteil der heutigen Bebauung zwischen den Jahren 1888 und 1910.
1952 wurde Niederhohndorf dem Kreis Zwickau-Land im Bezirk Chemnitz (1953 in Bezirk Karl-Marx-Stadt umbenannt) zugeordnet. Bereits am 4. Dezember 1952 erfolgte zusammen mit Auerbach und Pöhlau die Eingliederung in den Stadtkreis Zwickau, was einer Eingemeindung entspricht.

### Bevölkerungsentwicklung
| Datum             | Einwohnerzahl |
| ----------------- | ------------- |
| 31. Dezember 1998 | 258           |
| 31. Dezember 1999 | 271           |
| 31. Dezember 2000 | 281           |
| 31. Dezember 2001 | 282           |
| 31. Dezember 2002 | 293           |
| 31. Dezember 2003 | 314           |
| 31. Dezember 2004 | 328           |
| 31. Dezember 2005 | 330           |
| 30. Juni 2006     | 337           |

| Jahr | Einwohnerzahl (Prognose) |
| ---- | ------------------------ |
| 2010 | 310                      |
| 2015 | 300                      |
| 2020 | 290                      |

Quelle: Städtebauliches Entwicklungskonzept der Stadt Zwickau 2020 (Stand: Dezember 2006) sowie Statistische Informationen der Stadt Zwickau 2006/1.

## Verkehr
Niederhohndorf liegt nahe der Bahnstrecke Dresden–Werdau. Nächster Haltepunkt ist Zwickau-Pölbitz.